# Ruslan Abdulgani

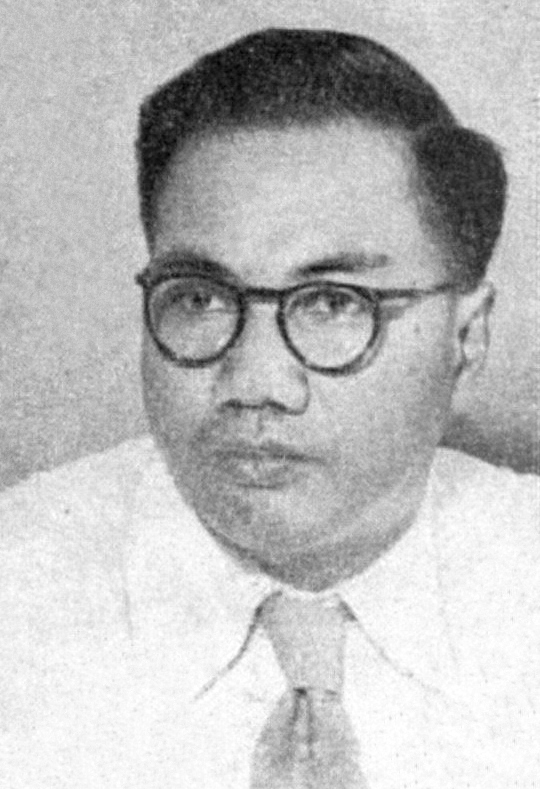
Roeslan Abdulgani (1954)

Ruslan (Roeslan) Abdulgani (* 24. November 1914 in Surabaya, Niederländisch-Indien, heute: Jawa Timur; † 29. Juni 2005 in Jakarta) war ein indonesischer Diplomat und Politiker, der unter anderem 1955 maßgeblich an der Organisation der Bandung-Konferenz beteiligt sowie von 1956 bis 1957 Liste der Außenminister Indonesiens war. Er fungierte außerdem zwischen 1962 und 1963 sowie erneut 1966 als stellvertretender Ministerpräsident.

## Leben
Ruslan (Roeslan) Abdulgani absolvierte nach dem Besuch der Grund- und Sekundarschule in Surabaya und schloss sich mit 17 Jahren 1931 schloss er sich der Unabhängigkeitsbewegung Junges Indonesien  (Indonesia Muda) an, die 350 Jahre niederländischer Kolonialherrschaft beenden wollte. Er absolvierte zwischen 1938 und 1942 eine Notarausbildung und wurde während des indonesischen Unabhängigkeitskrieges (1945 bis 1949) schwer verwundet, wodurch er die Funktion seiner rechten Hand verlor, als seine Einheit von niederländischen Kampfflugzeugen beschossen wurde. Nach dem Krieg fungierte er zwischen 1947 und 1949 als Generalsekretär des Informationsministeriums und wurde anschließend Mitarbeiter im Außenministerium. 1955 wurde er von Präsident Sukarno damit beauftragt, das erste Treffen der 29 neu unabhängig gewordenen Nationen aus Asien und Afrika zu organisieren. Aus dieser Konferenz von Bandung, die vom 18. bis zum 24. April 1955 stattfand, entwickelte sich später die Bewegung der Blockfreien Staaten, die während des Kalten Krieges einen neutralen Kurs zwischen dem Ostblock und den Westmächten zu steuern versuchte.
Als Nachfolger von Ida Anak Agung Gde Agung übernahm Ruslan Abdulgani am 24. März 1956 in der Regierung von Präsident Sukarno das Amt des Liste der Außenministers und bekleidete dieses bis zum 9. April 1957, woraufhin Subandrio ihn ablöste. 1956 wurde er mit dem Großen Goldenen Ehrenzeichen am Bande für Verdienste um die Republik Österreich ausgezeichnet und erhielt zudem in den 1960er Jahren Ehrendoktorwürden der Universität Airlangga (UNAIR) in Surabaya, der Universität Padjadjaran (UNPAD) in Bandung und der Staatlichen Islamischen Universität IAIN (Universitas Islam Negeri Sunan Kalijaga) in Yogyakarta. Er war zwischen 1962 und 1966 Leiter der Abteilung für Kulturgeschichte am Lehrerausbildungsinstitut IKIP (Institut Keguruan Ilmu Pendidikan) in Bandung, übernahm zudem 1963 eine Professur am IKIP und war zudem vom 2. Mai 1964 bis zum 12. Juni 1966 Rektor des IKP.

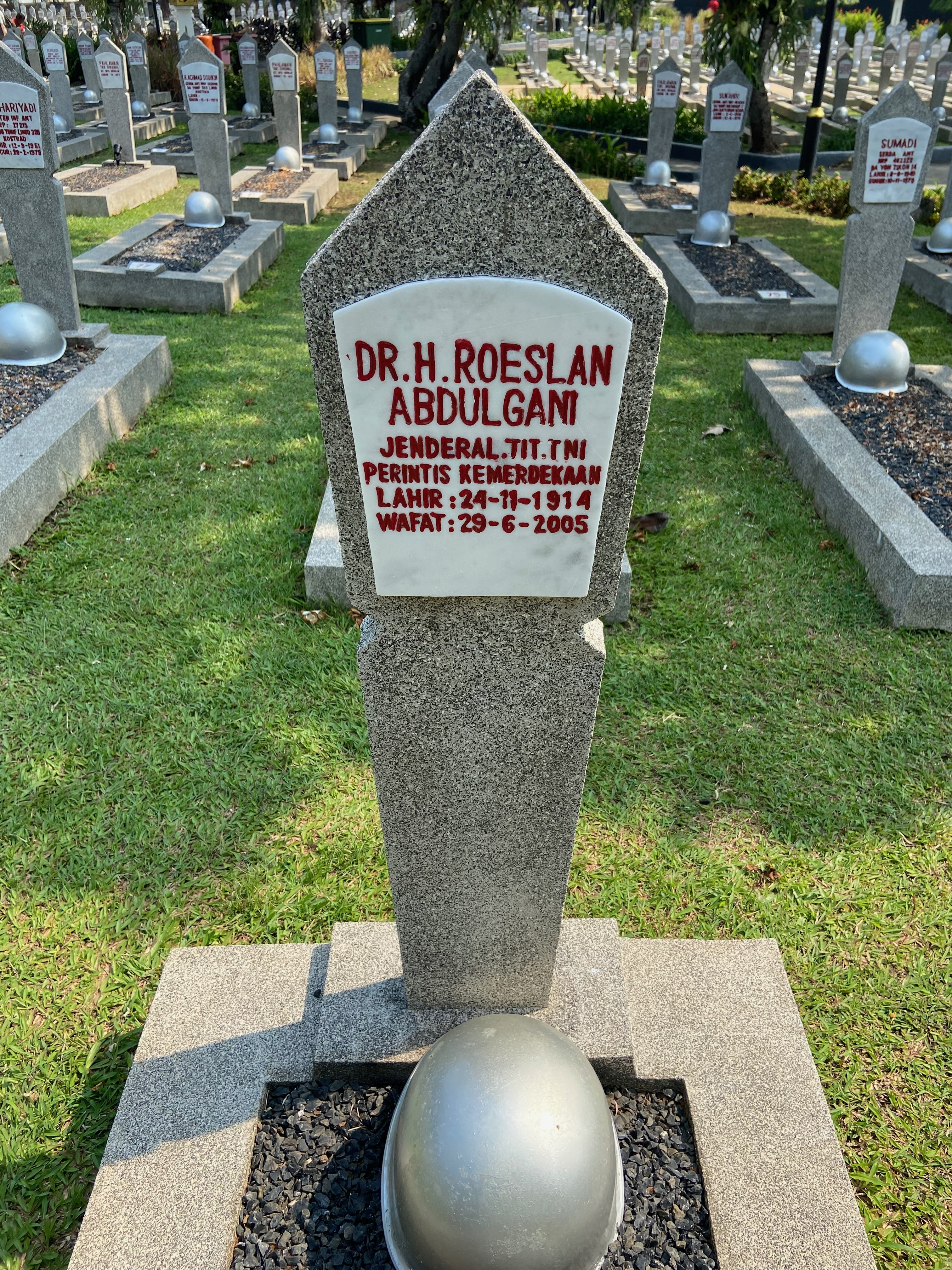
Grabstätte von Ruslan Abdulgani auf dem Kalibata-Heldenfriedhof in Jakarta.

Am 24. Oktober 1962 wurde Ruslan Abdulgani im dritten Arbeitskabinett (Kabinet Kerja III) von Präsident Sukarno als Nachfolger des am 17. Oktober 1962 verstorbenen Mohammad Yamin Stellvertretender Erster Minister für besondere Angelegenheiten (Wakil Menteri Pertama) und war damit de Facto als stellvertretender Ministerpräsident für besondere Aufgaben sowie . Zugleich übernahm er am 24. Oktober 1962 von Yamin auch die Ämter als Informationsminister (Menteri Penerangan) und als Vorsitzender des Nationalen Planungsrates (Ketua Dewan Perancang Nasional). Im darauf folgenden vierten Arbeitskabinett (Kabinet Kerja IV) von Präsident Sukarno fungierte er vom 23. November 1963 bis zum 27. August 1964 als Koordinierender Minister für Öffentlichkeitsarbeit (Menteri Koordinator Kompartimen Perhubungan Dengan Rakyat) sowie weiterhin als Informationsminister. Im Anschluss war er im Kabinet Dwikora I von Präsident Sukarno zwischen dem 2. September 1964 und dem 21. Februar 1966 erneut Koordinierender Minister für Öffentlichkeitsarbeit, während Achmadi Hadisoemarto seine Nachfolge als Informationsminister antrat. Im Kabinet Dwikora II von Präsident Sukarno fungierte er vom 18. bis zum 27. März 1966 als Stellvertretender Ministerpräsident für politische Institutionen (Wakil Perdana Menteri V (Bidang Lembaga-Lembaga Politik)) sowie weiterhin als Koordinierender Minister für Öffentlichkeitsarbeit. Er bekleidete als Minister den Rang eines Generals der Streitkräfte Indonesiens TNI (Tentara Nasional Indonesia).
Nach seinem Ausscheiden aus der Regierung übernahm Abdulgani 1967 von Lambertus Nicodemus Palar im Range eines Botschafters den diplomatischen Posten als Ständiger Vertreter bei den Vereinten Nationen und verblieb in dieser Funktion bis zu seiner Ablösung durch Yoga Sugomo. Daneben lehrte er 1968 auch als Professor am Hunter College sowie 1970 an der Columbia University. Im Anschluss gehörte er von 1971 bis 1993 dem Beraterstab des nunmehrigen Präsidenten Suharto an und war zudem zwischen 1978 und 1992 Leiter Bildungsentwicklungsagentur für die Umsetzung von Richtlinien zum Verständnis und zur Ausübung von Pancasila B7 (Badan Pembinaan Pendidikan Pelaksanaan Pedoman Penghayatan dan Pengamalan Pancasila):

## Veröffentlichungen
- Mendajung dalam Taufan. Politik Luar Negeri Indonesia, 1956–1967, Kementerian Luar Negeri, Jakarta 1958
- Penggunaan Ilmu Sedjarah, B. P. Prapantja, Jakarta 1962
- Sosialisme Indonesia, Jajasan Prapantja, Jakarta 1965

1. Nationalism, Revolution, and Guided Democracy in Indonesia, Monash University, Australien 1973
2. Konferensi Asia-Afrika, Bandung: Sejarah, Cita-cita, dan Pengaruhnya, Yayasan Idayu, Jakarta 1975
3. Asia Tenggara di Tengah Raksasa Dunia, Lembaga Studi Pembangunan, Jakarta 1978
4. Indonesia Menatap Masa Depan, Pustaka Merdeka, Jakarta 1987

- Pemikiran pembudayaan ideologi Pancasila, Laboratorium Pancasila IKIP, Malang 1992